# Братська ГЕС
Бра́тська гідроелектроста́нція — спорудження електростанції розпочалося 1955 в Падунському звуженні р. Ангари, нижче м. Братська і закінчилося в 1967 році. Перші агрегати ГЕС було введені в дію 1961 року.
Братська ГЕС — один з нижчих ступенів Ангарського каскаду гідроелектростанцій. Потужність її становить 4,5 млн кВт, виробн. електроенергії (в середній щодо водності рік) — 22,6 млрд квт-г.

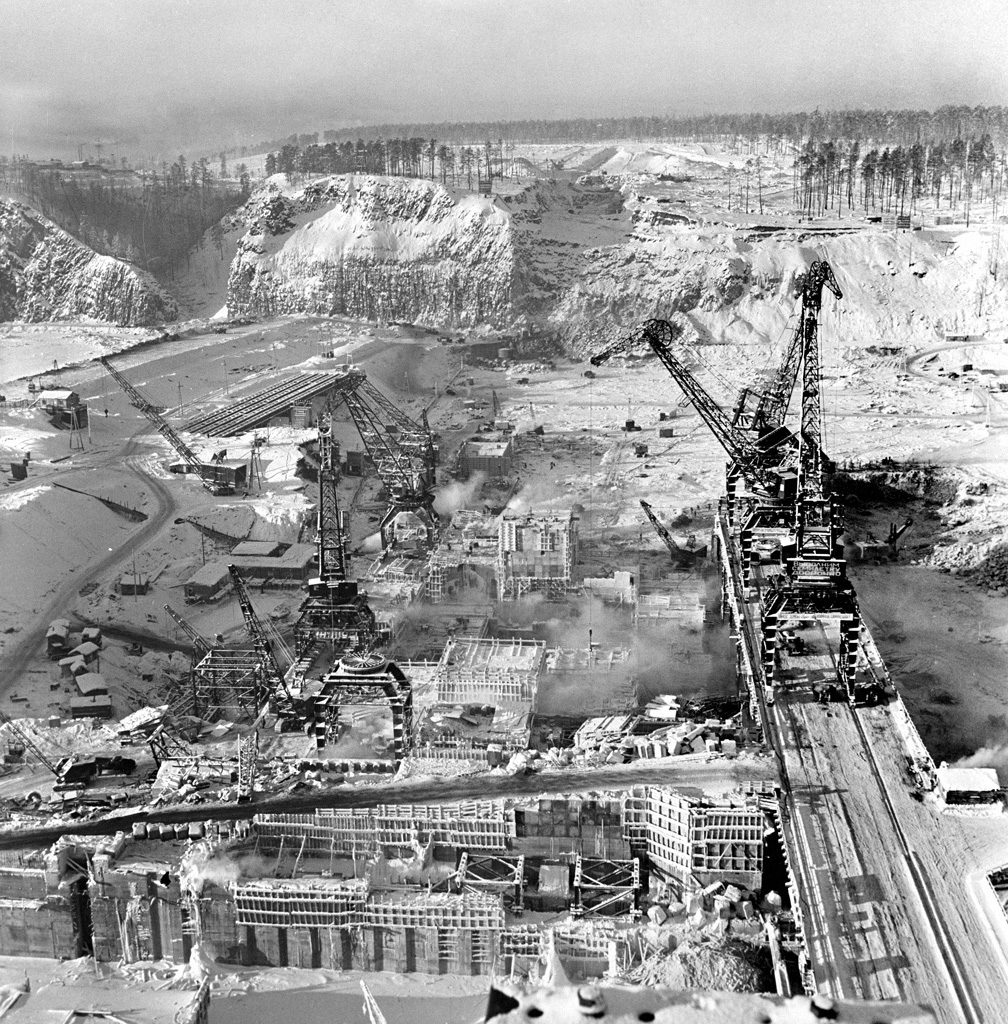
Спорудження Братської ГЕС.
Фото Макса Альперта, 1960 р.

До складу гідровузла Братської ГЕС входять: бетонна гравітаційна гребля висотою близько 127 м, будинок ГЕС довжиною 500 м, підвищувальна підстанція.. Будинок ГЕС знаходиться з низового боку греблі. В машинному залі електростанції встановлено 18 гідротурбін потужністю по 225 тис.кВт. Загальна довжина греблі досягне 5120 м. Вона створила найбільше у світі на той час штучне водоймище площею 5500 км².
Довжина Братського водоймища становить 570 км, ширина — від 1,5 до 25 км, об'єм — 179 млрд м³. Для спорудження Братської ГЕС виконали бл. 40 млн м³ земляних робіт, виготовили й уклали до 7,5 млн м³ бетону і залізобетону; для підготовки чаші водоймища вирубали близько 38 млн м³ ділової деревини.
Братська ГЕС стала важливим вузлом в єдиній енергосистемі Східного Сибіру, енергетичною базою для Братсько-Тайшетського промислового вузла, де за рішеннями XXI з'їзду КПРС створювався найбільший у світі лісопромисловий комплекс, організовувалося виробництво металів, будматеріалів тощо.